# Масюкевич, Иосиф Семёнович
Иосиф Семёнович Масюкевич — советский хозяйственный и государственный деятель, лауреат Государственной премии СССР за выдающиеся достижения в труде.

## Биография
Родился в 1935 году на территории современной Могилевской области. Член КПСС.
В 1951—1995 годах — резчик ткани, военнослужащий Советской армии, резчик ткани, раскройщик, бригадир раскройщиков Бобруйской швейной фабрики имени Дзержинского / швейного производственного объединения «Славянка» Министерства легкой промышленности Белорусской ССР / ОАО «Славянка».
За большой личный вклад в увеличение производства высококачественных товаров народного потребления был в составе коллектива удостоен Государственной премии СССР за выдающиеся достижения в труде 1986 года.
Умер в Бобруйске в 2001 году.

## Награды
- Орден Трудового Красного Знамени (1974, 1981)